# Lactarius flavorosescens
Lactarius flavorosescens é um fungo que pertence ao gênero de cogumelos Lactarius na ordem Russulales. Encontrado na Malásia e em Bornéu, foi descrito cientificamente pelos micologistas Dirk Stubbe e Annemieke Verbeken em 2008. A espécie pertence ao subgênero Plinthogali.